# Johannes Popitz
Johannes Popitz (Leipzig, 2 de desembre de 1884 – Berlín, 2 de febrer de 1945) va ser un jurista i polític alemany, ministre de Finances de Prússia i membre de la Resistència alemanya.

## Biografia
Nascut el 2 de desembre de 1884 a Leipzig, era monàrquic, conservador i de dretes. Popitz, que havia estat prèviament ministre alemany sense cartera, va ocupar el càrrec de ministre de Finances de Prússia entre 1933 i 1934. Posteriorment va arribar a formar part de la resistència alemanya contra Hitler.[2] Va ser penjat el 2 de febrer de 1945 a la presó de Plötzensee.

## Treballs
- Finanzausgleichsprobleme. - Berlin : Dt. Kommunal-Verl., 1927
- Der künftige Finanzausgleich zwischen Reich, Ländern und Gemeinden. - Kiel : Bibl. d. Inst. d. Weltwirtschaft, 1955 <Repr. d. Ausg. Berlin 1932>